# Cordyla nitens
Cordyla nitens är en tvåvingeart som beskrevs av Johannes Winnertz 1863. Cordyla nitens ingår i släktet Cordyla och familjen svampmyggor. Arten är reproducerande i Sverige. Inga underarter finns listade i Catalogue of Life.